# Giặt khô

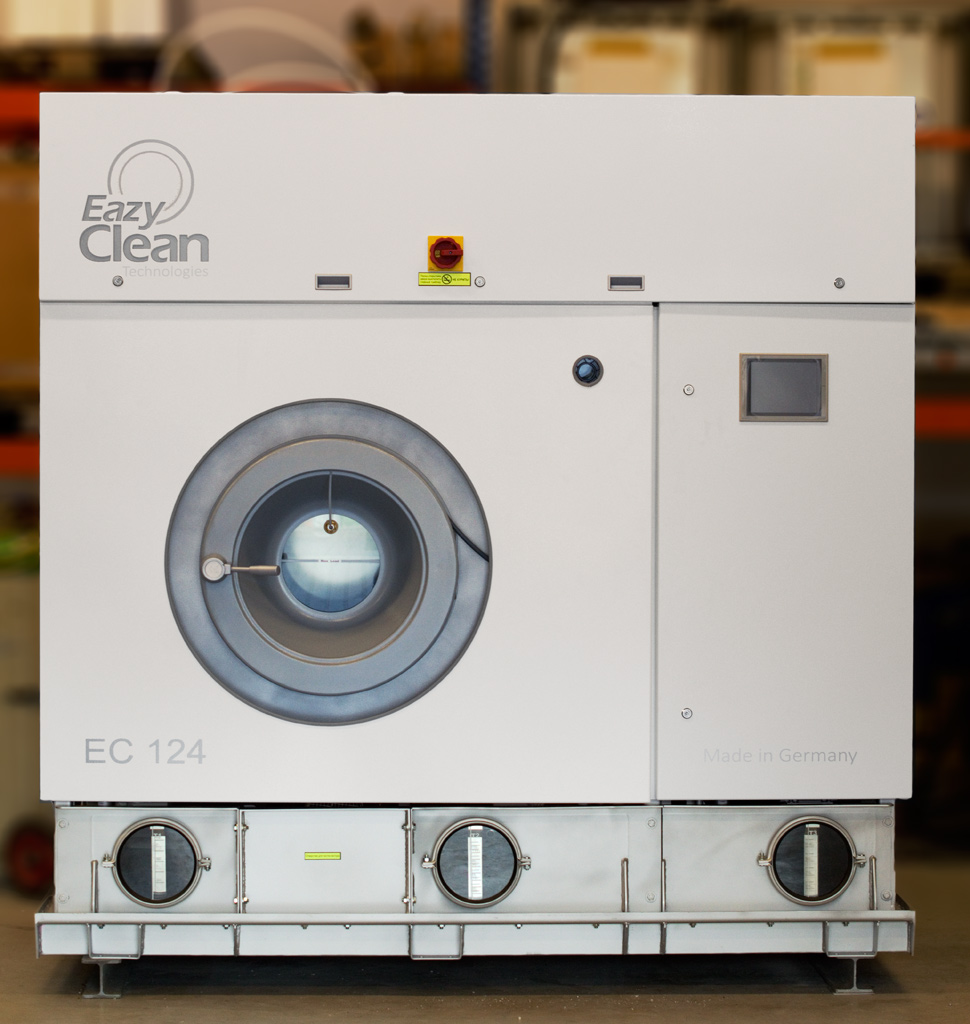
Một loại máy giặt khô

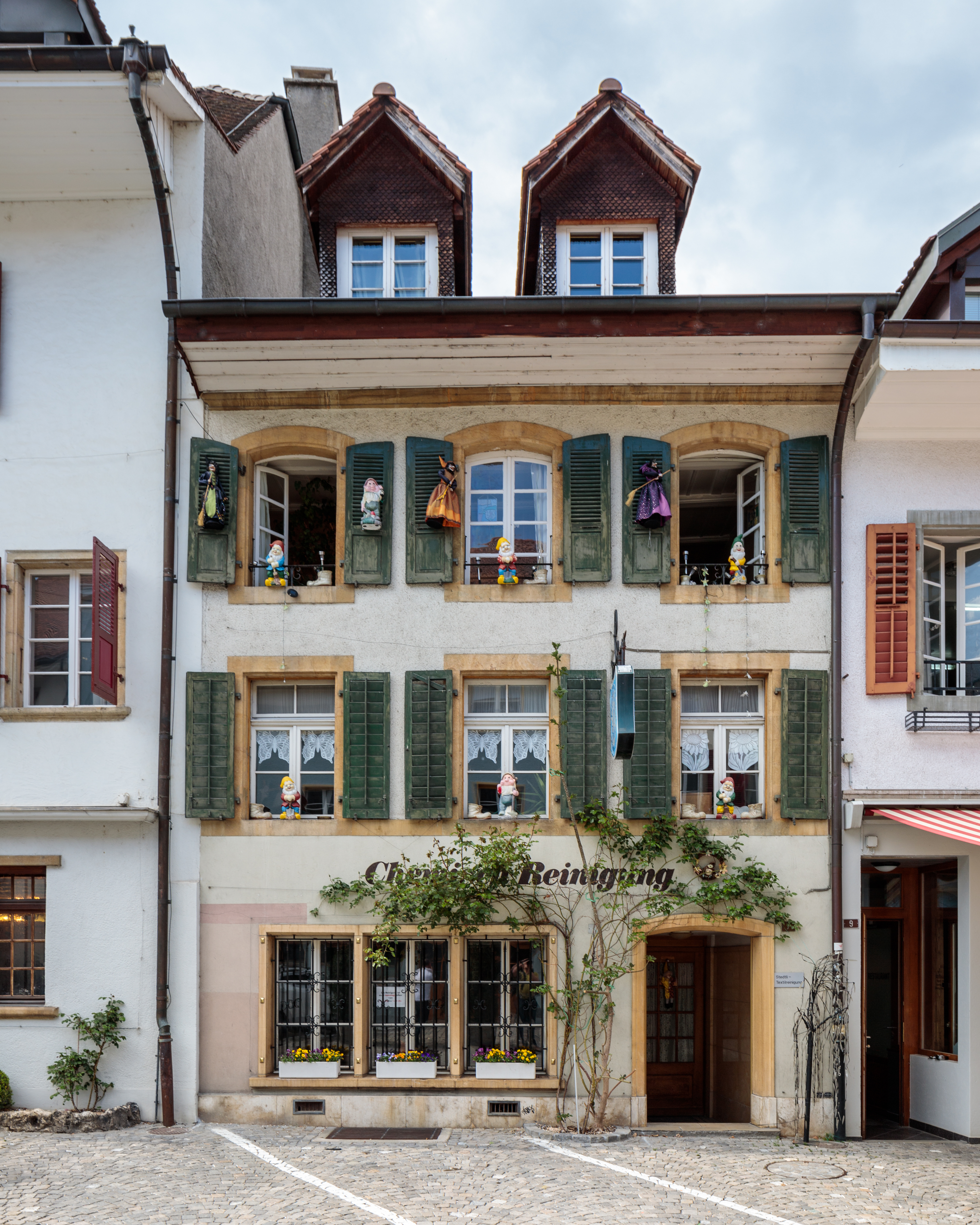
Một cửa tiệm giặt khô

Giặt khô (Dry cleaning) là bất kỳ quy trình giặt ủi, tẩy trị, làm sạch quần áo và đồ dệt may nào mà có sử dụng dung môi khác chứ không dùng nước. Quần áo thay vì ngâm trong nước thì sẽ được ngâm trong dung môi lỏng không chứa nước (thường là không phân cực, trái ngược với nước là dung môi phân cực). Loại Perchloroethylene là dung môi được sử dụng phổ biến nhất, mặc dù các dung môi thay thế như Hydrocarbon và CO2 siêu tới hạn cũng được sử dụng trong phương pháp giặt khô. Hầu hết các sợi tự nhiên có thể được giặt bằng nước nhưng một số sợi tổng hợp (chẵng hạn như viscose) phản ứng kém với nước và chúng nên được giặt khô nếu có thể, nếu không thì có thể dẫn đến thay đổi về kết cấu, độ bền và hình dạng. Ngoài ra, một số loại vải đặc biệt, bao gồm lụa và rayon, cũng có thể được giặt khô để tránh hư hỏng.

## Phát triển
Phương pháp giặt khô hiện đại dựa trên dung môi có thể bắt nguồn từ năm 1821 với doanh nhân người Mỹ Thomas L. Jennings. Jennings gọi phương pháp của mình là "tẩy rửa khô". Người điều hành xưởng nhuộm người Pháp Jean Baptiste Jolly đã phát triển phương pháp riêng của mình bằng cách sử dụng dầu hỏa và xăng để làm sạch vải. Ông đã mở dịch vụ giặt khô đầu tiên tại Paris vào năm 1845. Mối lo ngại về khả năng bắt lửa đã khiến William Joseph Stoddard, một thợ giặt khô đến từ Atlanta, phát triển dung môi Stoddard (dầu trắng) vào năm 1924 như một giải pháp thay thế ít dễ cháy hơn so với dung môi gốc xăng. Việc sử dụng dung môi dầu mỏ dễ cháy cao đã gây ra nhiều vụ cháy và nổ, dẫn đến việc chính phủ phải ban hành quy định về giặt khô. Các dung môi ban đầu là Cacbon tetraclorua và Trichloroethylene (TCE), nhưng chúng dần dần bị loại bỏ khi những tác động xấu đến sức khỏe của chúng được biết đến nhiều hơn. TCE đôi khi vẫn có thể được sử dụng để làm sạch vết bẩn khó tẩy. 
Đến giữa những năm 1930, ngành giặt khô đã bắt đầu sử dụng Tetrachloroethylene (còn gọi là Perchloroethylene hoặc PCE) làm dung môi. Nó có khả năng làm sạch tuyệt vời và không bắt lửa và tương thích với hầu hết các loại quần áo. Vì ổn định nên Tetrachloroethylene dễ dàng được tái chế, nhưng nó rất khó phân hủy nếu xả thải ra môi trường. Trong các máy giặt kín, dung môi được chiết xuất trong quá trình sấy khô sẽ được thu hồi và tinh chế bằng cách chưng cất, do đó có thể tái sử dụng để giặt các mẻ giặt tiếp theo hoặc thải bỏ an toàn. Hầu hết các máy giặt kín hiện đại cũng tích hợp cảm biến sấy được điều khiển bằng máy tính, tự động cảm nhận khi tất cả các dấu vết có thể phát hiện được của PCE đã được loại bỏ. Hệ thống này đảm bảo rằng chỉ có một lượng nhỏ khói PCE được giải phóng vào cuối chu kỳ. Ngoài ra, để bù đắp cho độ hòa tan và độ dẫn điện kém của Carbon dioxide siêu tới hạn, nghiên cứu đã tập trung vào các chất phụ gia khi 2-propanol đã cho thấy hiệu quả làm sạch tăng lên đối với carbon dioxide lỏng, vì nó làm tăng khả năng hòa tan các hợp chất phân cực của dung môi.
Dung môi có thể gây ra hiện tượng phai màu, mất màu, đặc biệt là ở nhiệt độ cao. Trong một số trường hợp, nó có thể làm hỏng các đường viền, nút và hạt đặc biệt trên một số loại quần áo. Dung môi có tác dụng tốt hơn đối với các vết bẩn gốc dầu so với các vết bẩn hòa tan trong nước phổ biến hơn, chẳng hạn như vết loang cà phê, rượu vang, vết máu, chất dịch. Độc tính của Tetrachloroethylene ở mức trung bình đến thấp và các báo cáo về thương tích ở người là không phổ biến mặc dù nó được sử dụng rộng rãi trong giặt khô và tẩy dầu mỡ. Tetrachloroethylene được Cơ quan Nghiên cứu Ung thư Quốc tế (IARC) phân loại là "có khả năng gây ung thư cho con người" (Nhóm 2A). Có khả năng nó gây ung thư cho con người trong thời gian dài, nhưng bằng chứng còn hạn chế vì hầu hết những người giặt khô được đánh giá đều có thói quen hút thuốc và uống rượu nhiều. Mức độ tiếp xúc với Tetrachloroethylene trong một tiệm giặt khô thông thường được coi là thấp hơn nhiều so với mức cần thiết để gây ra bất kỳ rủi ro nào. Người ta ước tính rằng 50% đến 70% tiệm giặt khô ở Hoa Kỳ đang sử dụng PCE tính đến năm 2012. Loại hydrocacbon chớp cháy cao, được đặc trưng bởi điểm chớp cháy cao hơn 60 độ C, được coi là an toàn hơn so với dung môi hydrocarbon truyền thống.